# Baturijal Hulu
Baturijal Hulu is een bestuurslaag in het regentschap Indragiri Hulu van de provincie Riau, Indonesië. Baturijal Hulu telt 1700 inwoners (volkstelling 2010).